# ルーマニアの政党一覧
ルーマニアの政党一覧（英: List of political parties in Romania）では、ルーマニアに存在する政党を列挙している。ルーマニアは複数政党制であり、1つの政党が単独で議会の過半数を獲得する機会はめったにないため、各政党は互いに協力して連立政権を組まなければならない。
現在の制度は、1989年のルーマニア革命と1991年の新憲法の採択を受けて確立された。これらの出来事以前は、ルーマニアはルーマニア共産党（PCR）の統治下で一党独裁制であった。

## 法的な枠組み
ルーマニア憲法第40条は、裁判官、軍人、警察官、および一部の公務員を除き、国民は自由に政党に所属することができると定めている。同条は、多元論、法の支配、ルーマニアの主権と領土保全に反対する運動を行う政党の結成や活動を禁止している。ルーマニアの政党制度は、政党に関する法律第14/2003号によって規制されており、当初この法律では、政党が正式に登録されるためには、少なくとも18の郡とブカレストに居住する25,000人の支持者のリストを提出することが義務付けられていた。
そうとされているにもかかわらず、2015年2月、政党として登録されていないルーマニア海賊党（ルーマニア語: Partidul Pirat din România）は、名簿提出義務は結社の自由に関する憲法条項に違反しているとして、憲法裁判所に訴訟を起こした。その後、裁判所は同義務を違憲として無効とし、2015年5月6日、ルーマニア議会は3名の署名があれば政党を結成することができるとする修正法案を承認した。

## 議会に議席を持つ政党
| ロゴ | ロゴ | 名称 | 略称       | 結成された年  | 代表                   | イデオロギー                                                                                                | 政治的立場            | 下院議員 | 上院議員 | 欧州議会議員 | 所属している欧州規模の政党 |
| ---- | ---- | --- | ---------- | ------------- | ---------------------- | --- | --------------------- | -------- | -------- | ------------ | -------------------------- |
|      |      | 社会民主党 （ルーマニア語: Partidul Social Democrat）                                                                               | PSD        | 1989年 2001年 | マルチェル・チョラク   | - 社会民主主義 - 社会保守主義 - 左翼ナショナリズム - 左派ポピュリズム                                       | - 中道左派 - 包括政党 | 86 / 331 | 36 / 134 | 10 / 33      | 欧州社会党                 |
|      |      | ルーマニア人統一同盟 （ルーマニア語: Alianța pentru Unirea Românilor）                                                              | AUR        | 2019年        | ジョルジェ・シミオン   | - 革命的ナショナリズム - キリスト教右派 - 保守主義 - ルーマニア・モルドバ統一運動 - 右派ポピュリズム        | 右翼から極右          | 63 / 331 | 28 / 134 | 5 / 33       | 欧州保守改革党             |
|      |      | 国民自由党 （ルーマニア語: Partidul Național Liberal）                                                                              | PNL        | 1875年 1990年 | ニコラエ・チウカ       | - 保守自由主義 - 自由保守主義 - 社会保守主義                                                                | 中道右派              | 49 / 331 | 22 / 134 | 8 / 33       | 欧州人民党                 |
|      |      | ルーマニア救済連合 （ルーマニア語: Partidul Național Liberal）                                                                      | USR        | 2016年        | エレナ・ラスコーニ     | - 自由主義 - 社会自由主義 - 経済的自由主義 - 親欧州主義                                                     | 中道から中道右派      | 40 / 331 | 19 / 134 | 2 / 33       | 欧州刷新                   |
|      |      | SOSルーマニア （ルーマニア語: S.O.S. România）                                                                                      | SOS RO     | 2021年        | ディアナ・ショショアカ | - ルーマニア民族主義 - ルーマニア民族回復主義 - 右派ポピュリズム - 社会保守主義 - 強硬な欧州懐疑主義 - 親露 | 極右                  | 28 / 331 | 12 / 134 | 2 / 33       | 無所属                     |
|      |      | 若者の党 （ルーマニア語: Partidul Oamenilor Tineri）                                                                                | POT        | 2023年        | アナマリア・ガブリラ   | - ルーマニア民族主義 - 右翼派ポピュリズム - 国民保守主義 - キリスト教右派                                   | 極右                  | 24 / 331 | 7 / 134  | 0 / 33       | 無所属                     |
|      |      | ハンガリー人民主同盟 （ルーマニア語: Uniunea Democrată Maghiară din România） （ハンガリー語: Romániai Magyar Demokrata Szövetség） | UDMR RMDSZ | 1989年        | フノル・ケレメン       | - ハンガリー系人の政党 - 社会保守主義 - 地域主義 - 親欧州主義                                               | 中道右派              | 22 / 331 | 10 / 134 | 2 / 33       | 欧州人民党                 |

さらに、少数民族の政党には、少数派の唯一の公式代表組織であること、立法選挙に参加し、5%の基準を満たさないものの、1人の議員を選出するのに相当と計算された投票数の少なくとも10%を獲得した場合、下院の議席が与えられる。これらの議席は、選挙にかけられる議席数に加算される。2021年現在、そのような議席は18席ある。ハンガリーの少数民族政党であるハンガリー人民主同盟は、議会の上院と下院でそれぞれ常に5%の基準を満たしており、通常の政党として扱われてきた。また、通常の政党のように活動を行っている。